# Mike Shildt
Michael Timothy Shildt (Charlotte, 9 agosto 1968) è un allenatore di baseball statunitense, attuale field manager dei San Diego Padres (MLB)..
In precedenza, Shildt era stato manager dei St. Louis Cardinals.
Dopo aver rivestito il ruolo di scout e di manager nel farm system dei Cardinals, Shildt ha rivestito l'incarico di first-base coach dei Cardinals nel 2017, per poi assumere l'incarico di field manager dopo le dimissioni di Mike Matheny nel 2018. Con i Cardinals nel 2019 Shildt raggiunge le National League Championship Series, per poi essere nominato National League Manager of the Year. Nelle successive stagioni 2020 e 2021 con i Cardinals si qualifica sempre ai playoff, ma non va mai oltre il National League Wild Card Game. Dopo la stagione 2021 i Cardinals rimuovono Shildt dal suo incarico, che passa ai San Diego Padres a partire dalla stagione 2022 come coach. Dal 21 novembre 2023, i Padres gli affidano l'incarico di field manager della squadra.